# تپه شاهوک
تپه شاهوک یا تپه شاوک مربوط به عصر مس - هزاره سوم قبل از میلاد - هزاره اول قبل از میلاد است و در شهرستان سرپل ذهاب، بخش مرکزی، دهستان حومه سرپل، ۶۰۰ متری جنوب شرقی روستای دستک علیا، ۱/۵ کیلومتری شمال غرب روستای سرابله واقع شده و این اثر در تاریخ ۲۶ اسفند ۱۳۸۷ با شمارهٔ ثبت ۲۵۷۱۱ به‌عنوان یکی از آثار ملی ایران به ثبت رسیده است.متاسفانه طی سالهای اخیر بارها توسط غارتگران آثار تاریخی حفاری شده است.